# Laska (bordspel)
Laska is een door de Duitse wereldkampioen schaken Emanuel Lasker uitgevonden bordspel voor twee spelers.
Lasker ontwikkelde het spel in 1911 als variant op het Engelse damspel en het Russische damspel Bashni. Zijn bedoeling was het in het Engelse dammen veel voorkomende 'onbeslist' te voorkomen en een gevarieerder spelverloop mogelijk te maken.
Een plagiaatversie van het spel werd in 1919 in de Verenigde Staten op de markt gebracht onder de naam Stax.

## Spelregels

Beginstelling

Laska wordt gespeeld op een bord met 25 velden in 7 rijen. De rijen hebben afwisselend 4 en 3 velden. Dit kan ook gerealiseerd worden op een bord van 7x7 met een schaakbordachtig patroon, waarbij de hoekvelden en overige velden van dezelfde kleur gebruikt worden.
De ene partij heeft 11 gelijke, schijfvormige stenen van een bepaalde kleur ("wit") en de andere partij 11 gelijksoortige stenen van een andere kleur ("zwart"). De stenen worden aan het begin van het spel geplaatst op de eerste drie rijen voor de speler. De middelste rij is in eerste instantie vrij.
De twee spelers zetten om beurten. De bewegingen van de stenen - soldaten genoemd - is als bij dammen: één veld naar voren diagonaal. Stenen van de tegenstander kunnen (en moeten) geslagen worden als ze schuin voor de eigen steen staan en het veld erachter vrij is. Meervoudige slagen zijn, indien mogelijk, verplicht, maar het is niet verplicht de zet met de meeste slagen te doen. 
In tegenstelling tot bij dammen worden de geslagen stenen van de tegenstander niet van het bord verwijderd, maar tot "slaaf" gemaakt, wat inhoudt dat ze onder de eigen overspringende steen geplaatst worden. Zo ontstaan gedurende het spel torens van verschillende hoogte. Ze behoren tot de speler van de kleur van de bovenste steen. Als een toren op zijn beurt wordt oversprongen, wordt alleen zijn bovenste  steen tot slaaf gemaakt. De rest van de toren blijft staan en verandert mogelijkerwijze van eigenaar.
Als een steen de overkant van het bord bereikt, wordt hij tot officier gepromoveerd, gekenmerkt door de vervanging van de betreffende steen door een steen met een voor de betreffende partij kenmerkende afwijkende kleur. Officieren kunnen zowel voor- als achteruit, maar slechts één veld tegelijk.
Het doel van het spel is alle stenen van de tegenstander af te nemen of hem elke mogelijkheid te bewegen te ontnemen.

## Weblinks
- „The Game of Lasca“ (Engels)
- Laska Regels, achtergrond, openingen, tips (Engels)
- Play online